# Vasili Rozanov

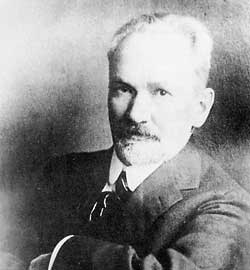
Vasili Rozanov

Vasili Vasiljevitsj Rozanov (Russisch: Василий Васильевич Ро́занов) (Vetloega (oblast Nizjni Novgorod), 20 april (Jul.)/2 mei (Greg.) 1856 – Sergiev Posad, 5 februari 1919) was een Russisch godsdienstfilosoof en schrijver.

## Leven
Rozanov werd in een arm gezin geboren. Zijn vader stierf toen hij vijf was, zijn moeder toen hij veertien was. Hij studeerde filosofie aan de Universiteit van Moskou. In zijn studietijd werd hij verliefd op de bijna twintig jaar oudere, temperamentvolle Apollinaria Prokofjevna Soeslova, een voormalige geliefde van Dostojevski. Hij trouwde met haar, een huwelijk dat vijf jaar stand hield. In 1891 trouwde hij voor de tweede keer, dit keer met een zeer gelovige vrouw. Uit het tweede huwelijk werden vijf kinderen geboren.
Rozanov stierf in 1919 in het Klooster van de Heilige Drie-eenheid en de Heilige Sergej.
Léon Bakst heeft een portret van hem geschilderd.

## Werk
Rozanov was een controversieel schrijver uit de tijd voorafgaand aan de Russische Oktoberrevolutie. Zijn filosofie wordt wel "religie van de voortplanting" genoemd, omdat hij probeerde christelijke leerstellingen te verzoenen met ideeën over een gezond seksleven en een gezond gezinsleven.
Rozanovs werk, vooral het latere werk, bestaat uit fragmenten waarin hij zijn intiemste gedachten blootlegde; ze bevatten verder onaffe spreuken, probeersels, scherpe aforismen, en korte essays. Zijn eerste filosofische werk is getiteld Over het begrijpen. Hij heeft daarnaast onder andere gepubliceerd over Dostojevski's parabel van de grootinquisiteur. In 1912 verscheen een bundel aforismen Solitaria. Aan het eind van zijn leven sloot hij zich aan bij de religieuze beweging van de "godzoekers" en trok hij zich terug (als monarchist en tegenstander van de Oktoberrevolutie) in het Klooster van de Heilige Drie-eenheid en de Heilige Sergej. Daar voltooide hij ook zijn werk Apocalyps van onze tijd.
Rozanov noemde zichzelf herhaaldelijk Dostojevski's "ondergrondse mens" en hij vond dat hij er recht op had om er tegelijkertijd meerdere met elkaar strijdige opvattingen op na te houden. Zo was hij op het ene moment een fervent criticus van de Russisch-orthodoxe Kerk en wat hij noemde "de christelijke preoccupatie met de dood", onmiddellijk daarop was hij enthousiast over het christelijke geloof. Hij slingerde heen en weer tussen lof voor het joodse geloof en antisemitisme; dan vond hij homoseksualiteit weer een gewoon aspect van de menselijke natuur, kort daarop beschuldigde hij bijvoorbeeld Gogol van latente homoseksualiteit. Hij kon ook 'dadaïstische' uitspraken doen: "Politiek heeft afgedaan." en "God houdt niet langer van politiek." Hij beschreef een "apocalyps van onze tijd" (een van zijn titels) en was enthousiast over de "gezonde instincten" van het Russische volk, hun verlangen naar autoriteit en hun afkeer van het modernisme.

## Receptie
Rozanov ging rond 1900 om met intellectuelen als Nikolaj Berdjajev, Sergej Diaghilev en Lev Sjestov. Hij geniet een matige tot redelijke bekendheid, zowel in het westen als in Rusland. Tot de mensen die bepaalde aspecten van zijn werk bewonderden behoorden onder anderen Vladimir Nabokov, Maxim Gorki en Emil Cioran.

## Oeuvre
NB Alleen de titels zijn in het Nederlands vertaald. De boeken zelf niet, met uitzondering van de bloemlezing onder Nederlandse vertalingen.
- Over het begrijpen (1886)
- Natuur en geschiedenis (1903)
- Over de sacramenten (1907)
- Over de legende van de grootinquisiteur (1906)
- Metafysica van het christendom (1911)
- Religie en seksualiteit (1912)
- Solitaria (1912)
- Afgevallen bladeren (1915)
- Oosterse motieven (1917)
- Apocalyps van onze tijd (1918)

### Nederlandse vertalingen
- Roem is een slang. Solitaria (Privé-domein 185), Amsterdam: Arbeiderspers 1993 (een keuze uit Solitaria, Afgevallen bladeren en Apocalyps van onze tijd; vertaling en nawoord Yolanda Bloemen)